# Percy Kilbride
Percy Kilbride, född 16 juli 1888 i San Francisco, Kalifornien, död 11 december 1964 i Los Angeles, Kalifornien, var en amerikansk skådespelare. Kilbride hade länge verkat som teaterskådespelare i USA då han började filma i Hollywood 1933. 1947 gjorde han en biroll som Pa Kettle i filmen Ägget och jag där han spelade mot Marjorie Main som Ma Kettle. Karaktärerna blev så pass populära att de kom att bli huvudfigurer i en serie filmer under åren 1949-1955.

## Filmografi, urval
- 1933 – Den vita kvinnan
- 1942 – Den heliga lågan
- 1944 – Mark Twains äventyr
- 1945 – Fallen ängel
- 1945 – Sydstataren
- 1945 – Vår i luften
- 1947 – Ägget och jag
- 1947 – Välkommen, främling!
- 1947 – Riffraff
- 1948 – Som skapt för mej
- 1948 – Upp genom luften
- 1949 – Det gäller livet
- 1950 – Broadway Bill
- 1950 – Vi från vischan